# Ichneumon transaralius
Ichneumon transaralius là một loài tò vò trong họ Ichneumonidae.